# Oblast Primorje
Oblast Primorje (Russisch: Приморская область, Primorskaja oblast) was een oblast van het Russische Rijk in het Russische Verre Oosten (Oost-Siberië). De oblast werd geformeerd op 31 oktober 1856 en omvatte ook de vroegere oblast Kamtsjatka.

## Geschiedenis

### 19e eeuw
Het bestuurlijk centrum waar de militaire gouverneurs resideerden was van 1856 tot 1880 Nikolajevsk, waar de vloot en alle inwoners van Petropavlovsk werden geëvacueerd na de Belegering van Petropavlovsk.
In 1858 en 1860 werden de huidige grenzen tussen het Russische en Chinese gebied vastgesteld langs de Amoer en de Oessoeri. In 1860 werd de kraj Joezjno-Oessoerski afgesplitst van de oblast en in 1871 werd de belangrijkste haven verplaatst van Nikolajevsk naar Vladivostok (gesticht in 1860). In 1880 werden Vladivostok en het Moeravjov-Amoerskischiereiland afgesplitst als apart militair district voor de verdediging van het oosten en werd het bestuurlijk centrum verplaatst van Nikolajevsk naar Chabarovka (gesticht in 1858).
Op 16 juli 1884 kwam de oblast Primorje samen met de oblasten Transbaikal en Amoer en het militaire district rond de haven van Vladivostok onder een bestuurder te vallen. Het bestuurlijk centrum van dit gouvernement werd Chabarovka, dat in 1893 hernoemd werd tot de stad Chabarovsk. In 1888 werd het bestuurlijk centrum van de oblast uiteindelijk overgeplaatst van Chabarovsk naar Vladivostok.

### 20e eeuw
In 1909 werd de oblast opgedeeld in drie regio's: oblast Kamtsjatka, oblast Sachalin en oblast Primorje, waarvan de laatste de voortzetting van de oude oblast betrof met het bestuurlijk centrum in vladivostok. Onder de oblast vielen toen de oejezden Olginski,  Nikolsk-Oessoeriejski, Imanski, Chabarovski en Oedski en het autonome militair-bestuurlijke district van de Oessoeri-Kozakken vojsko met zes stanitsas.

### Economie en bevolking
Gedurende haar bestaan werden veel plaatsen gesticht (95 plaatsen tussen 1859 en 1882) en werd de landbouw sterk uitgebreid. Ook ontstond er kolenmijnbouw en werd de visserij ontwikkeld.
De bevolking groeide sterk door natuurlijke groei, migratie en verbanningen (katorga). Tot 1917 trokken naar schatting 250.000 kolonisten uit andere delen van het rijk naar het gebied. Bij de volkstelling van 1897 woonden er 223.300 inwoners, hetgeen groeide tot 640.000 mensen in januari 1917.

## Opheffing en opvolging
In 1920, halverwege de Russische Burgeroorlog werd de oblast opgeheven en werd onderdeel van de communistische vazalstaat de Verre-Oostelijke Republiek (VOR), behalve de delen die door het Witte Leger en andere interventiestrijdkrachten waren bezet, zoals Vladivostok en Chabarovsk, al werden die in de loop van de tijd alsnog veroverd. In 1922 werd de VOR onderdeel van de Russische SFSR en in 1923 werd de oblast Verre Oosten geformeerd, die in 1926 werd opgevolgd door de kraj Verre Oosten. In 1938 werd hiervan de huidige kraj Primorje afgescheiden, die naast het gebied van de oblast Primorje ook het gebied van de toenmalige oblast Oessoeri omvat.